# Ryō Ishibashi
Ryō Ishibashi (石橋凌, Ishibashi Ryō), né le 20 juillet 1956 à Kurume, est un acteur japonais.

## Biographie
Ryō Ishibashi a d'abord été membre du groupe de rock ARB (Alexander's Ragtime Band), formé en 1978. Il a fait ses débuts d'acteur en 1986 et est surtout connu internationalement pour ses rôles dans les films d'horreur Audition (1999), Suicide Club (2002) et The Grudge (2004).
Il a remporté plusieurs récompenses de cinéma japonaises, notamment le prix du meilleur acteur au Festival du film de Yokohama en 1990 et le prix du meilleur acteur aux Hōchi Film Awards en 2002.
Il s'est marié avec l'actrice Mieko Harada en 1987 et le couple a trois enfants.

## Filmographie

### Cinéma
- 1986 : A Homansu : Michio Yamazaki
- 1989 : A Sign Days : Sachio
- 1993 : L'Arme blanche (en) (American Yakuza) de Frank Cappello : Shuji Sawamoto
- 1994 : Blue Tiger : Gan
- 1995 : Another Lonely Hitman : Takashi Tachibana
- 1995 : Crossing Guard : Jefferey
- 1996 : Kids Return : le chef des yakuzas
- 1999 : Audition (オーディション, Ōdishon) de Takashi Miike : Shigeharu Aoyama
- 2000 : Aniki, mon frère : Ishihara
- 2002 : Suicide Club : inspecteur Kuroda
- 2003 : G@me : Katsuragi Katsutoshi
- 2003 : Moon Child : inspecteur Lorry
- 2004 : The Grudge de Takashi Shimizu : inspecteur Nakagawa
- 2006 : Big Bang Love, Juvenile A : Tsuchiya
- 2006 : Waru : Sakuragi
- 2006 : Trapped Ashes (segment Jibaku) : le chef des moines
- 2006 : The Grudge 2 : inspecteur Nakagawa
- 2007 : Coq de combat : principal Saeki
- 2007 : Rogue : L'Ultime Affrontement : Shiro
- 2008 : Inju : la Bête dans l'ombre : inspecteur Fuji
- 2012 : Gyakuten Saiban : Manfred von Karma

### Télévision
- 1996 : Back to Back (en), téléfilm de Roger Nygard : Koji
- 2007 : Les Maîtres de l'horreur (série TV, saison 2 épisode 13) : Eiji Saito
- 2010 : Ryōmaden (龍馬伝?) (drama)
- 2018 : Le Gang des fumeurs (série TV) : Oncle Sabe